# Else Marie Friis
Else Marie Friis est une botaniste et paléontologue danoise, née le 18 juin 1947. Elle est professeur émérite au Département de géosciences de l'université d'Aarhus. Son travail a été fondamental dans l'analyse phylogénétique des angiospermes, avec une application largement répandue à la biologie de la reproduction.

## Jeunesse et éducation
Fille du libraire Poul Friis et de Marie Møller, elle est née à Holstebro et a grandi à Skive, où elle a obtenu son diplôme de l'École cathédrale de Viborg en 1966. Elle a travaillé comme fille au pair à Paris pendant un an, s'intéressant à la géologie alors que son frère Henrik était étudiant dans cette matière. Cela l'a incitée à devenir professeur assistante en botanique et en géologie en 1971.
En 1975, elle a obtenu un magistère en sciences et en 1980 une licence en sciences, tous deux de l'université d'Aarhus.

## Recherche et carrière
Ses domaines d'intérêt sont la biologie de la reproduction, la phylogénie et la paléoécologie des plantes à fleurs en se basant sur les organes reproducteurs des plantes de la période crétacée,.
Au début de sa carrière, elle a commencé à faire des recherches sur le lignite, en participant à des travaux de terrain dans les mines de lignite du Jutland central de 1968 à 1972. Elle s'est intéressée à l'écologie et au climat du Danemark au Miocène moyen, rédigeant sa thèse de licence sur le sujet. Elle s'est intéressée à la possibilité d'identifier les premières plantes à fleurs fossiles. Le pollen fossilisé découvert dans les années 1960 avait permis d'identifier les plantes à fleurs originaires du Crétacé, mais la nature des plantes elles-mêmes restait inconnue. La plupart des parties des plantes, en particulier les fleurs nécessaires à l'identification des espèces, sont constituées de tissus très délicats qui ont peu de chances de se fossiliser. On considérait également que les premières fleurs étaient susceptibles d'être de grandes structures comme la plupart des fleurs modernes, ce qui augmentait la probabilité qu'elles ne se fossilisent pas. La première fleur du Crétacé a été trouvée par Bruce H. Tiffney (en) dans les années 1970 dans des sédiments de Martha's Vineyard aux États-Unis, mais elle a été considérée comme une découverte exceptionnelle. Friis et ses collaborateurs ont pris la décision technique de rechercher de très petits morceaux de charbon de bois dans des roches probablement tendres en tamisant les sédiments émiettés, puis en utilisant un microscope pour observer les fragments résultants. Cette décision était basée sur l'hypothèse selon laquelle le charbon de bois formé lors d'incendies naturels aurait beaucoup plus de chances d'être préservé intact. De cette manière, elle a trouvé de très petites fleurs, de quelques millimètres de longueur seulement, vieilles d'environ 80 millions d'années. Grâce à son réseau de recherche qui comprenait Peter Crane (en) et Kaj Pedersen, elle a collaboré avec Annie Skarby pour localiser et identifier de nombreuses fleurs du début du Crétacé dans le sud de la Suède. Dans d'autres sédiments aux États-Unis et au Portugal, ils ont pu localiser des fleurs de charbon fossilisées vieilles de 120 millions d'années, prolongeant l'origine des plantes à fleurs à une période antérieure au Crétacé. Celles-ci semblaient appartenir aux Chloranthacées, un groupe qui s'est avéré être une partie importante de la flore de l'époque mais qui n'est désormais représenté que par quelques espèces. Cette technique a ensuite été adoptée par d'autres pour trouver des fleurs anciennes dans les sédiments du monde entier.
De 1980 à 1981, elle a été à Londres en tant que chercheuse du British Council, changeant d'intérêt de recherche à la suite de la co-découverte avec la scientifique suédoise Annie Skarby de fleurs fossilisées rares du Crétacé qui étaient si bien conservées qu'elles pouvaient être placées dans l'ordre moderne des Saxifragales.
Elle est retournée à l'Université d'Aarhus en 1981, co-éditant un livre The Origins of Angiosperms and Their Biological Consequences en 1987. Elle est devenue chef du département de paléobotanique au Musée suédois d'histoire naturelle de Stockholm plus tard cette année-là. Au cours de sa carrière, elle a caractérisé et nommé plus de 200 espèces de plantes à fleurs fossiles.
En 1999, elle a reçu un doctorat honorifique de l'université d'Uppsala et a été professeur invité à l'université de Zurich (en).

## Prix et associations
Friis est membre de :
- Académie américaine des arts et des sciences
- Académie royale danoise des sciences et des lettres
- Académie royale des sciences de Suède
- Société royale de physiographie de Lund (en)
- Académie norvégienne des sciences et des lettres
- Académie chinoise des sciences[4]
- Membre de la Royal Society

Elle a reçu :
- Médaille Hans Gram de l'Académie royale danoise des sciences et des lettres en 1985
- Prix Nils Rosén von Rosenstein de botanique de la Royal Physiographic Society, en Suède en 1992
- Récompense du géologue suédois de l'année décerné par Naturvetarna (en) en 2007
- Prix de géologie du Danemark 2011 avec Kaj Raunsgaard Pedersen de la Commission géologique du Danemark et du Groenland
- Médaille d'or Linnaeus de l'Académie royale des sciences de Suède en 2014
- Chevalier de l'ordre royal de l'Étoile polaire
- Médaille Lapworth de la Palaeontological Association en 2023[10]

De plus, elle a été nommée « géologue de l’année » en 2005 par l’Association suédoise des scientifiques.

## Éponymie
E.M.Friis est l’abréviation botanique standard de Else Marie Friis.
Consulter la liste des abréviations d'auteur en botanique ou la liste des plantes assignées à cet auteur par l'IPNI, la liste des champignons assignés par MycoBank, la liste des algues assignées par l'AlgaeBase et la liste des fossiles assignés à cet auteur par l'IFPNI.